# Театр Теней (группа)
«Театр теней» — российская прогрессив-хеви-метал группа, основанная в 1986 году в Московской области.

## История
В период с 1986 по 2004 год группа много раз меняла состав, экспериментировала со стилем, что в конечном счете нашло отражение в дебютном альбоме «Театр теней», увидевшем свет в 2004 году, который группа и считает настоящим годом основания коллектива.
Второй полный номерной альбом «Зверь» вышел на лейбле «CD-Maximum» в июле 2006 года.
В преддверии третьего номерного альбома музыканты записывают макси-сингл «Твоя тень» в марте 2007 года. Летом 2007 года группа дебютировала в фестивале «Крылья». Параллельно шла работа над третьим альбомом, который получил название «Capoeira» и вышел в мае 2008 года.
Группа является неоднократным участником фестиваля «Нашествие» (2008, 2009, 2011).
В 2013 году был выпущен альбом «Культ», а в 2016 году — «Кино».
В 2017 году выходит макси-сингл "SAX".
В 2018 году выходит макси-сингл "Яд", который включает в себя 5 композиций, раскрывающих новые грани творчества группы...
В 2019 году для спектакля «Моби Дик» группа написала 21 композицию.

## Состав

### Действующий
- Денис Машаров — вокал (с 1986)
- Евгений Исаев — гитара (с 1997)
- Игорь Устинов — гитара, бэк вокал (с 2006)
- Никита Ладыгин — бас-гитара (с 2022)
- Дмитрий Морозов — ударные (с 2002)

### Бывшие участники
Гитаристы
- Д. Сидоров (1986—00)
- И. Толстов (1990—97)
- Т. Кузнецов (1997—02)
- А. Янышев (2005—07)

Басисты
- А. Кирпичников (1990—97)
- Михаил Дементьев (1997—07)
- Павел Правдин (2007—22)

Ударники
- А. Албул (1986—90)
- В. Морозов (1990—98)
- Д. Ермаков (2000—02)

## Дискография

### Альбомы
1. Театр теней (2004)
2. Зверь (2006)
3. Capoeira (2008)
4. Культ (2013)
5. Кино (2016)
6. Моби Дик (2019)

### EP и синглы
1. Твоя тень (мини-альбом, 2007)[5]
2. SAX (мини-альбом, 2017)[6]
3. Голос неизвестного солдата (сингл, 2017)
4. Яд (мини-альбом, 2018)
5. Акела (мини-альбом, 2021)
6. Дикий (мини-альбом, 2022)
7. Капли (сингл, 2022)

### Прочие релизы
- Последний романтик (мини-альбом, 1990)
- Алые паруса (сольный альбом Дениса Машарова и Евгения Исаева, 1997)
- Иллюзия (демо, 2000)
- Зеркала (демо, 2003)